# Jorge Álvares
Jorge Álvares (Freixo de Espada à Cinta, ... – Cina, 8 luglio 1521) è stato un esploratore portoghese.
Si crede che sia stato il primo esploratore europeo ad aver raggiunto Cina e Hong Kong via mare.

## Esplorazione
Nel maggio 1513 Álvares salpò da Pegu col capitano originario della Malacca Rui de Brito Patalim su una giunca. La spedizione fu accompagnata da cinque altre giunche. Lo stesso Álvares fu accompagnato da due altri marinai portoghesi.
Álvares ebbe il primo contatto col suolo asiatico a Guangdong, in Cina meridionale, nel maggio 1513. Al momento dello sbarco eresse una padrão del re del Portogallo sull'isola di Lintin, nell'estuario del fiume delle Perle. Secondo le informazioni del loro capitano, speravano di poter commerciare. Poco dopo Alfonso de Albuquerque, viceré dell'Estado da India, inviò Rafael Perestrello, cugino di Cristoforo Colombo, a cercare di stabilire relazioni commerciali con i cinesi. Usando una nave di Malacca, Rafael sbarcò sulle coste meridionali di Guangdong sempre nel 1513, diventando il primo a sbarcare sulla terraferma in Cina.
In seguito Álvares partecipò al tentativo di fondare insediamenti a Tuen Mun, Hong Kong, attorno al 1513-1514. Questa visita fu seguita dalla creazione di numerosi centri di commercio portoghesi nella zona, poi consolidatasi nella creazione di Macao. Nel 1517 i coloni portoghesi combatterono con l'esercito imperiale cinese. Esiste la possibilità che Álvares abbia preso parte allo scontro.